# Kongestenen
Kongestenen på Pikkerbakken i Frederikshavn har signaturen af både Frederik 8. og Frederik 9. indhugget.

## Historie
Den 11.-12. august 1908 besøgte Kong Frederik 8. og Dronning Louise Frederikshavn med Kongeskibet Dannebrog. Onsdag den 12. august var de på rundtur i Frederikshavn med besøg på Sanatoriet, Sygehuset, Fattiggården og kirken. Efter frokost gik turen til Pikkerbakken, hvor Bangsbos ejer Johan Knudsen tog imod sammen med turistforeningens formand skibsreder og dampskibsekspeditør Harald Christensen. Sidstnævnte fik kongens tilladelse til at lade hans navnetræk indhugge i en stor sten på bakken.
I forbindelse med Frederikshavns 132 års fødselsdag fik byen den 28. september 1950 besøg af Kong Frederik 9. og Dronning Ingrid. Klokken 10 om formiddagen lagde Dannebrog til i havnen. Vejret var regnfyldt, men alligevel var tusinder mødt frem for at modtage kongeparret og den 15-årige svenske prinsesse Margaretha, som var på besøg hos sin moster.
Kongeparret steg ind i den blå Buick cabriolet og kongen slog, trods regnen, kalechen ned, mens parret kørte gennem byen ad Søndergade mod Pikkerbakken. Langs vejen var der samlet så mange mennesker at afspærringerne brød sammen og kongen kun langsomt kunne komme frem på trods af politieskorten.
Ved Møllehuset skiftede dronningen bil og kørte sammen med Margaretha op på Pikkerbakken. Her kom bilen til at sidde uhjælpeligt fast og måtte trækkes fri med håndkraft, mens kongen storsmilende kørte forbi og op på toppen.
Her spurgte han, om der var nogen, som havde et stykke kridt, så han kunne skrive sit navn på kongestenen ved siden af bedstefarens. Borgmester Westy Beckett havde forberedt sig og havde et stykke kridt i lommen. I baggrunden stod Svend Bovin klar med hammer og mejsel, som faderen Charles F. Bovin havde gjort det i 1908, for at hugge kongens navnetræk i kongestenen.

### Kronprinsen blev den tredje
Den 25. september 2018 besøgte Kronprins Frederik Frederikshavn i forbindelse med byens 200 års jubilæum som købstad. Kronprinsen besøgte Pikkerbakken som sin morfar og tipoldefar og skrev sit navn på Kongestenen. Signaturen blev efterfølgende hugget ind i stenen af den frederikshavnske billedhugger Poul Erland Jensen.
 Der er for få eller ingen kildehenvisninger i denne artikel, hvilket er et problem. Du kan hjælpe ved at angive troværdige kilder til de påstande, som fremføres i artiklen.